# Стрілецький Кут
Стріле́цький Кут — село в Україні, у Мамаївській громаді Чернівецького району Чернівецької області.

## Географія
Буковинське село Стрілецький Кут знаходиться на відстані 24,4 кілометра до Кіцмані і 10,3 кілометра до обласного центру міста Чернівці. У селі розташовані пам'ятки природи: «Два велетні» і «Реліктові дуби», а також поряд є заповідне урочище Буковий праліс. Біля села протікає річка Прут.

### Клімат
Стрілецький Кут знаходяться в межах вологого континентального клімату із теплим літом. Але діяльність людини призводить до поганих змін та глобального потепління. Рівень наповнення річок водою в області становить лише 20 % від необхідного стандарту[джерело?].

## Історія

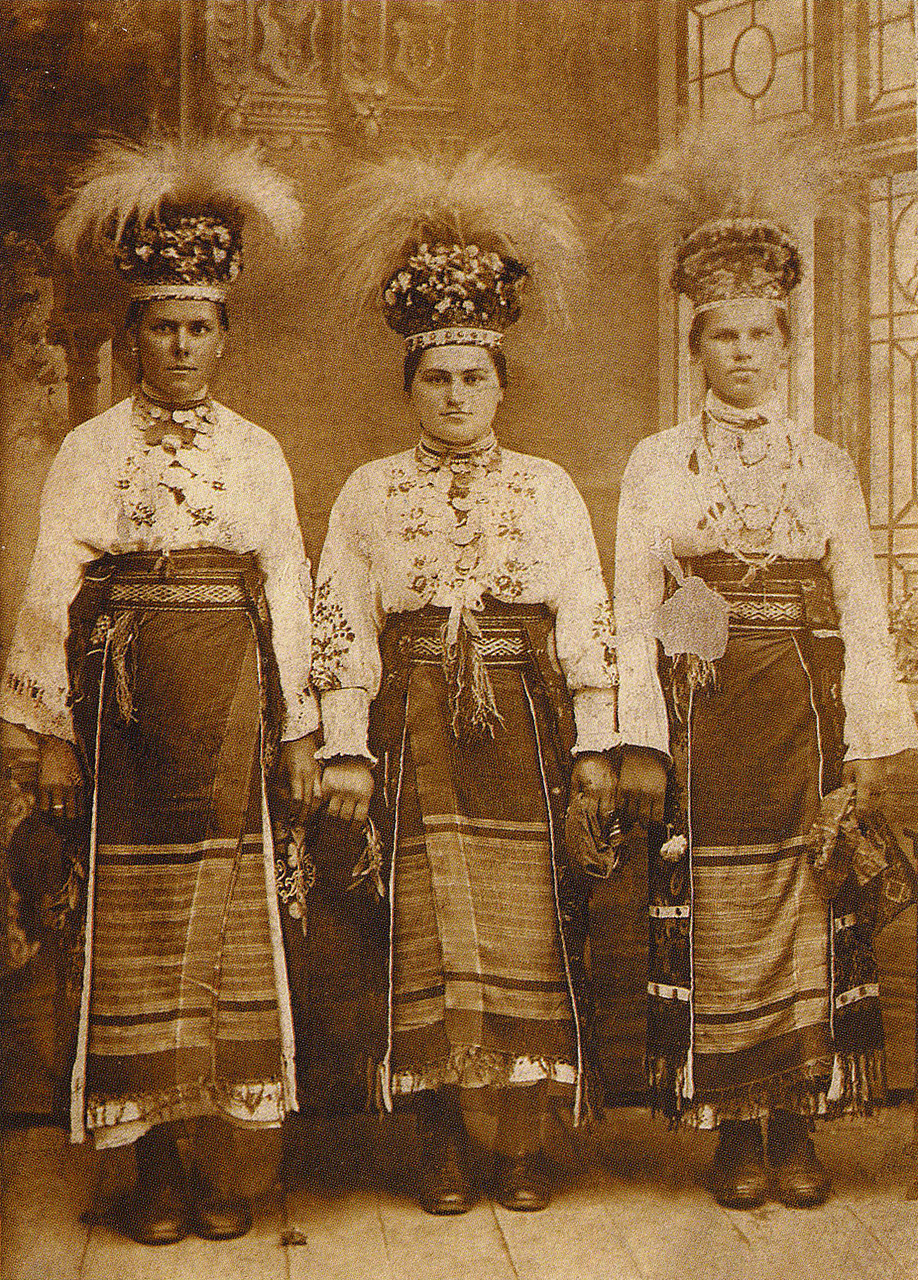
Дівчата з Північної Буковини, село Стрілецький Кут, 1909 рік

Перша згадка про поселення датується XVIII століттям.
Про дерев’яну церква святого Миколи відомо з 1889 року.
1905 року відбувались селянські виступи проти релігійного фонду.
У року Першої світової війни селом проходила лінія фронту. Так, 1916 року його зайняли імперські російські війська. А з листопада 1918 року перебувало під румунською окупацією.
По закінченню Другої світової війни село пережило голодомор 1946–1947 років та переходить під радянську окупацію.
Мешканці села зазнали каральної акції операції «Захід».
З 24 серпня 1991 року село входить до складу незалежної України.
9 серпня 2017 року шляхом об'єднання сільських рад, село Стрілецький Кут увійшло до складу Мамаївської сільської громади.

## Населення
Національний склад населення за даними перепису 1930 року у Румунії:
| Національність | Кількість осіб | Відсоток |
| -------------- | -------------- | -------- |
| українці       | 1837           | 97,40 %  |
| румуни         | 17             | 0,90 %   |
| євреї          | 11             | 0,58 %   |
| німці          | 10             | 0,53 %   |
| поляки         | 9              | 0,48 %   |
| чехи, словаки  | 1              | 0,05 %   |
| турки          | 1              | 0,05 %   |

Мовний склад населення за даними перепису 1930 року:
| Мова                | Кількість осіб | Відсоток |
| ------------------- | -------------- | -------- |
| українська          | 1840           | 97,56 %  |
| румунська           | 16             | 0,85 %   |
| німецька            | 10             | 0,53 %   |
| польська            | 9              | 0,48 %   |
| їдиш                | 8              | 0,42 %   |
| російська           | 1              | 0,05 %   |
| чеська, словацька   | 1              | 0,05 %   |
| турецька, татарська | 1              | 0,05 %   |

### Мова
Розподіл населення за рідною мовою за даними перепису 2001 року:
| Мова            | Кількість | Відсоток |
| --------------- | --------- | -------- |
| українська      | 2044      | 98.79%   |
| російська       | 18        | 0.87%    |
| румунська       | 5         | 0.24%    |
| білоруська      | 1         | 0.05%    |
| інші/не вказали | 1         | 0.05%    |
| Усього          | 2069      | 100%     |

## Уродженці села
- Тащук Іван Степанович (1941—2000) — художник-аматор. Заслужений майстер народної творчості УРСР (1985). Ілюстратор творів Ю. Федьковича, Л. Українки, З. Тулуб, О. Кобилянської, М. Івасюка. В 2004 р. йому відкрито меморіальну дошку в с. Мамаївці. Номінант енциклопедичного видання «Видатні діячі культури та мистецтв Буковини»[5].
- Мегера Валерій Дмитрович (1963―2021) ― учасник АТО, військовий медик.
- Тащук Віталій Степанович (1974―2015) — солдат протитанкового артилерійського дивізіону 26-ї Бердичівської окремої артилерійської бригади, учасник АТО.
- Шумка Василь-«Луговий» — стрілець Буковинського Куреня, організатор і командир Буковинської Української Самооборонної Армії (БУСА).

## Галерея

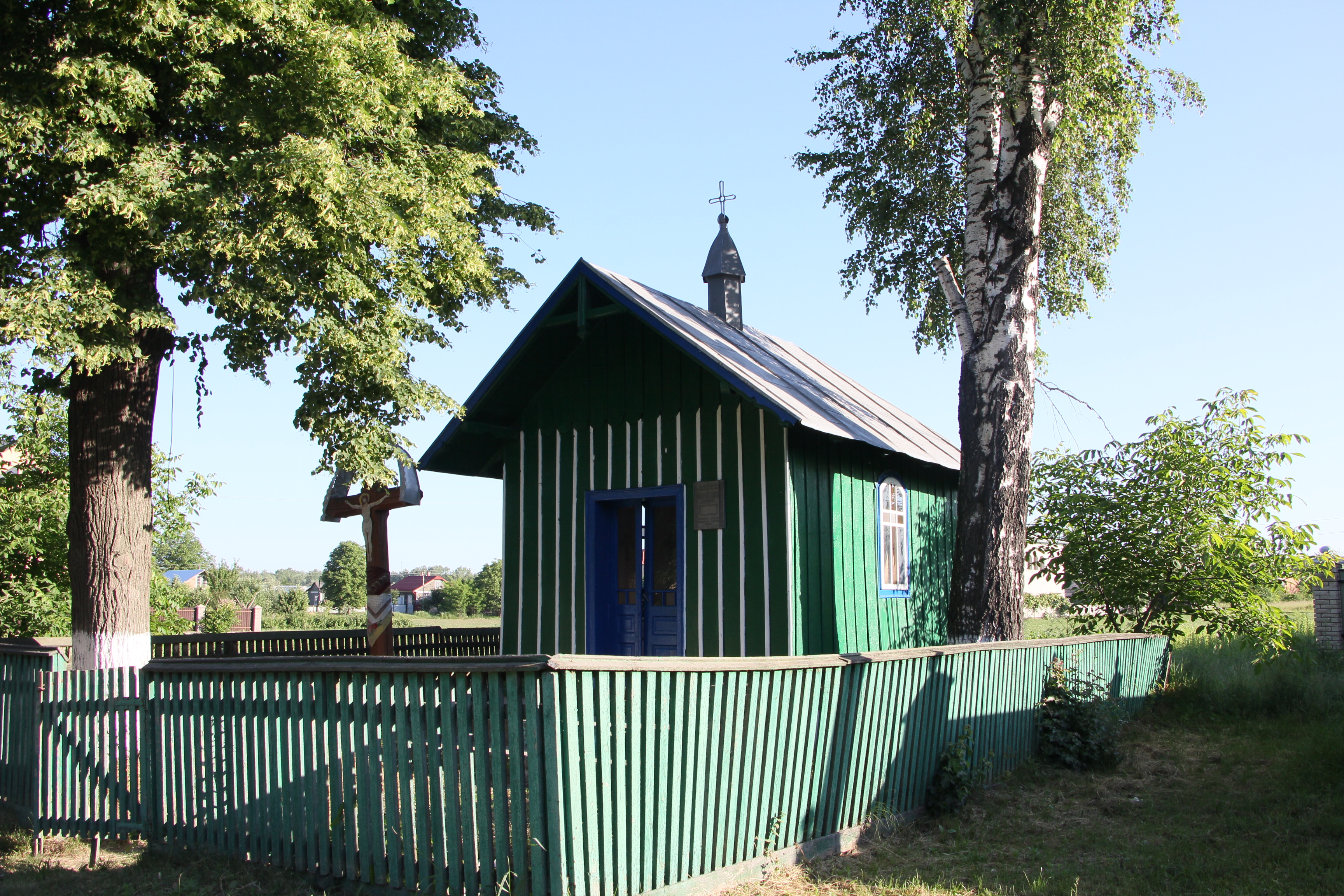
Придорожня каплиця с. Стрілецький Кут
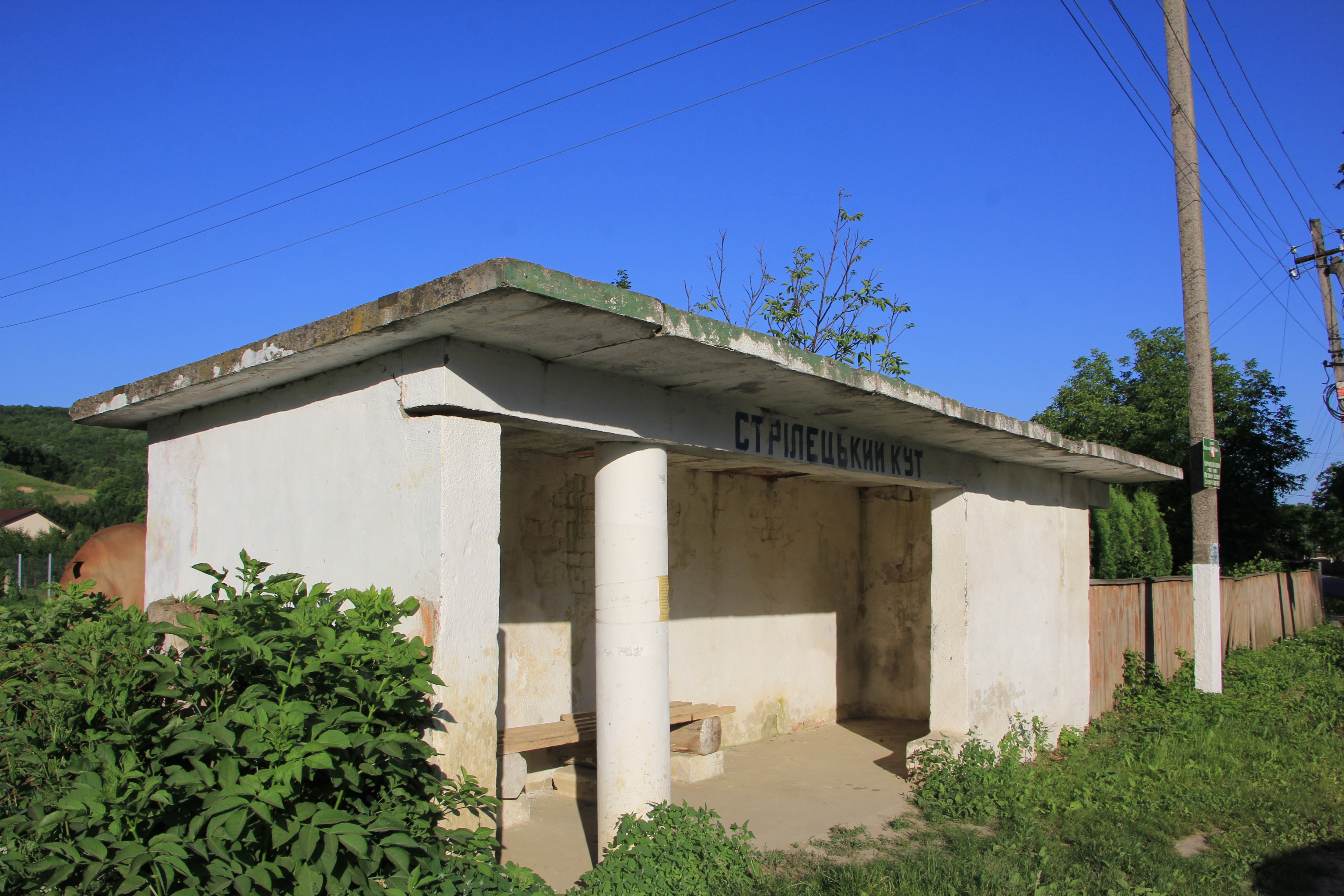
Автобусна зупинка с. Стрілецький Кут
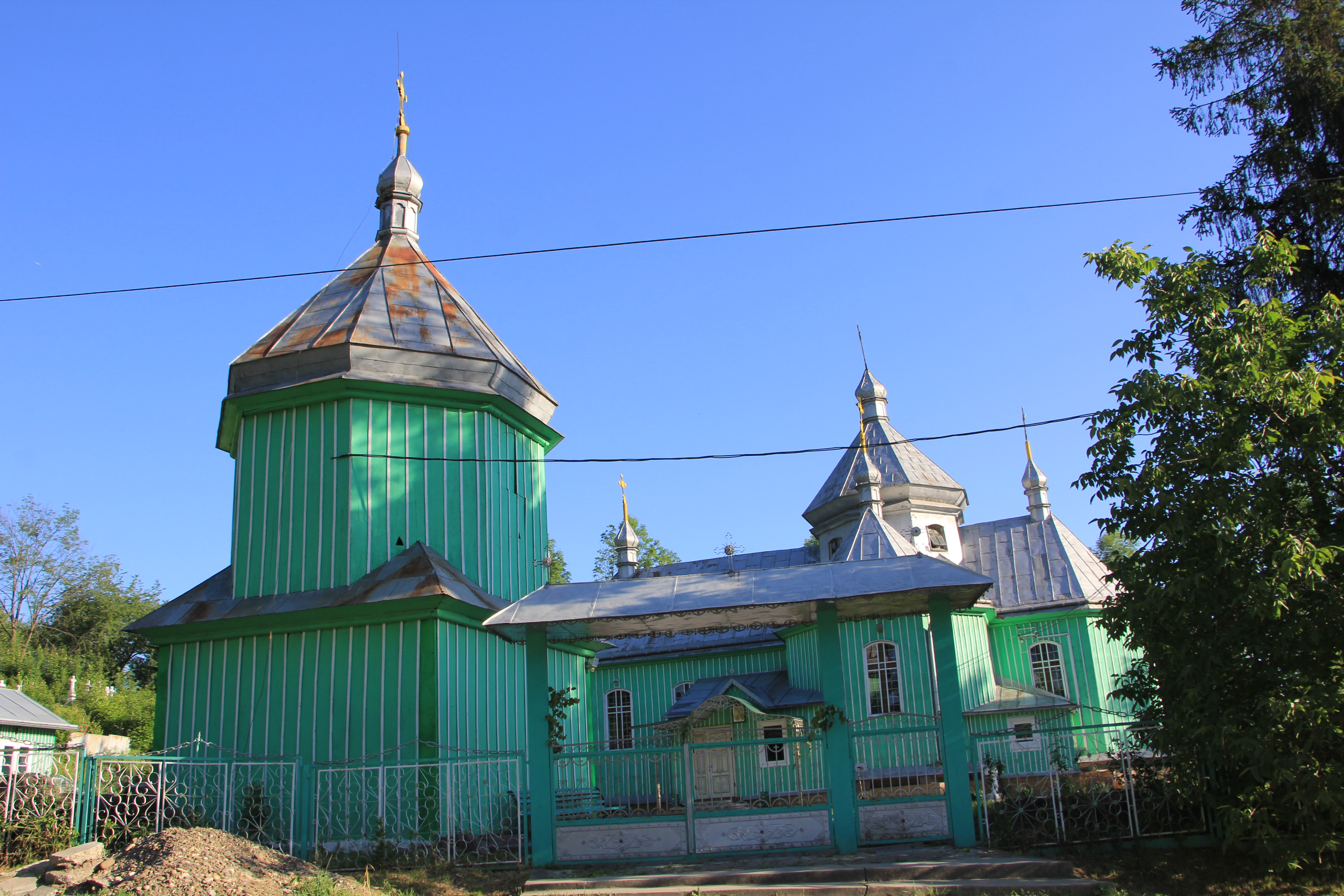
Дерев'яна церква Св. Миколи 1889 с. Стрілецький Кут
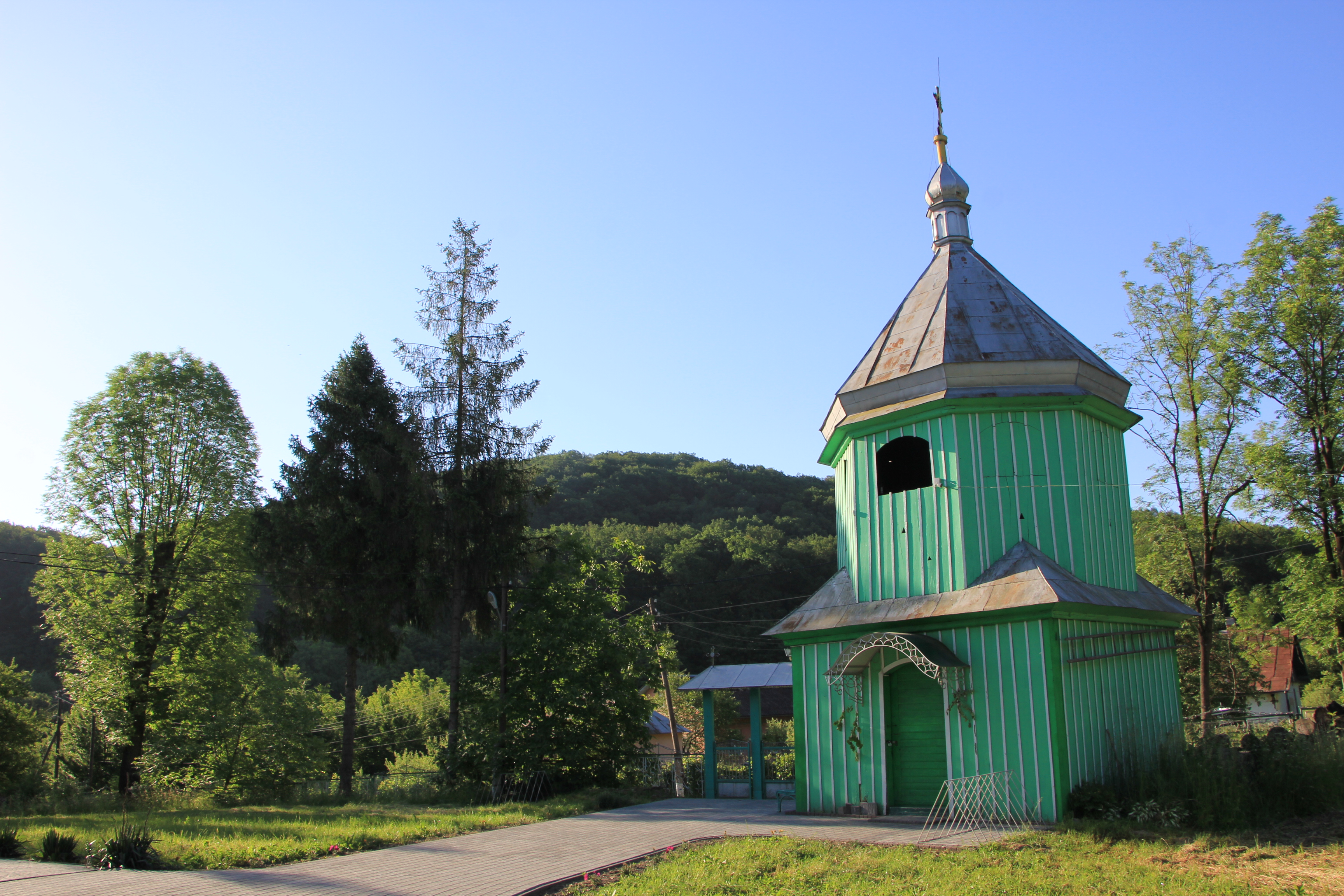
Дерев'яна церква Св. Миколи 1889 с. Стрілецький Кут
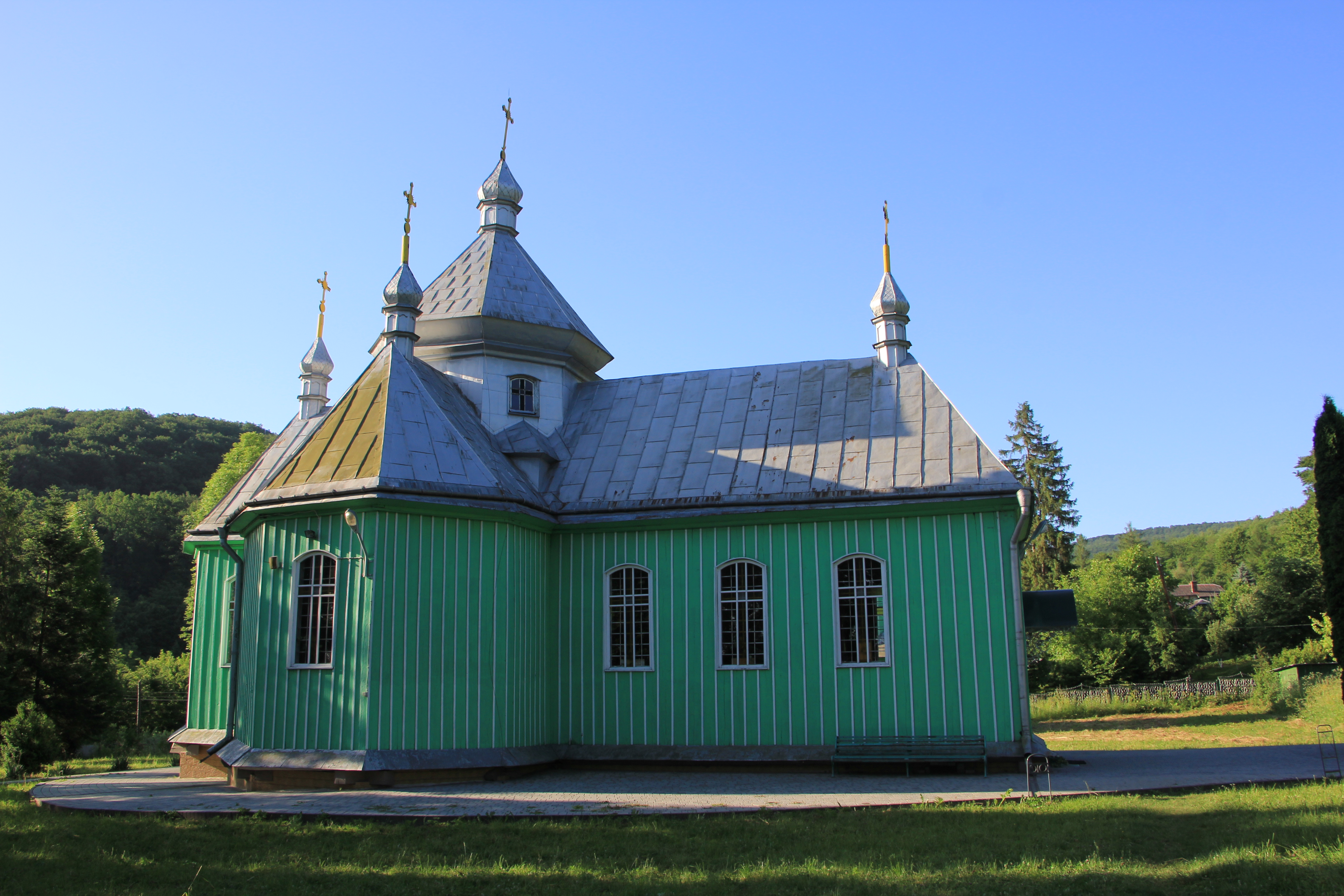
Дерев'яна церква Св. Миколи 1889 с. Стрілецький Кут